# Bitwa nad rzeką Bagradas (203 p.n.e.)
Bitwa nad rzeką Bagradas – starcie zbrojne, które miało miejsce w roku 203 p.n.e.
W roku 203 p.n.e. doszło do kolejnych walk Rzymian z Kartagińczykami na terenie Afryki Płn. Siły kartagińskie wynosiły 35 000 piechoty i 5 000 jazdy. Wspierane były przez Numidyjczyków króla Syfaksa w sile ponad 30 000 ludzi. Walki przyniosły sukces Rzymianom, którzy rozbili zgrupowania Punijczyków oraz Numidów. Po odbudowaniu sił i zebraniu ponad 30 000 wojowników, Hazdrubal Giskon oraz Syfaks zdecydowali się wydać bitwę Publiuszowi Korneliuszowi Scypionowi. Wojska kartagińsko-numidyjskie wzmocnione licznymi oddziałami Celtyberów rozbiły obóz na tzw. Wielkiej Równinie nad rzeką Bagradas. Tutaj też doszło do spotkania z armią rzymską oraz wojskami księcia numidyjskiego Masynissy.

## Przebieg
Bitwę rozpoczął atak jazdy rzymskiej na zgrupowanie Numidyjczyków, którzy zmuszeni zostali do wycofania się. Równocześnie wojska Masynissy uderzyły na skrzydła, gdzie znajdowali się Kartagińczycy. Po wyparciu wojowników Hazdrubala, Rzymianie okrążyli przebywających w centrum Celtyberów, których wycięto w pień. Korzystając z zaangażowania Rzymian w walkę z mężnie walczącymi Celtyberami, zarówno Hazdrubal jak i Syfaks ze swoimi wojskami opuścili pole walki. Król Numidyjczyków powrócił do własnego kraju, gdzie ścigany przez Masynissę po krótkim czasie dostał się do niewoli rzymskiej. Hasdrubal powrócił do Kartaginy, gdzie oczekiwał na powrót Hannibala z Italii.